# El show del Loco Valdés
El show del Loco Valdés fue un programa de televisión mexicano del género de comedia, estrenado en 1972, protagonizado por El Loco Valdés, Ana Lilia Tovar, Javier Lara, Hugo González Guzmán, Zully Keith, Héctor Lechuga, Yula Pozo, Sergio Ramos, Chucho Salinas y Alfonso Zayas. Estuvo dirigido por Humberto Navarro, y escrito por César González.
Contó con presentaciones musicales de figuras como Lorenzo de Monteclaro y Lila Deneken.
El programa fue censurado en 1974 por el gobierno de Luis Echeverría Álvarez, esto debido a que en uno de los sketches de su show se refirió a Benito Juárez como «Bomberito Juárez» y a su esposa Margarita Maza, como «Manguerita Maza» haciendo la siguiente broma: "¿Ustedes saben quién fue el presidente bombero? Pues Bomberito Juárez. ¿Y quién lo ayudaba? Su esposa, Manguerita Maza de Juárez”. El programa fue retirado del aire.